# Synagoga v Širokých Třebčicích
Synagoga v Širokých Třebčicích se nachází severně od návsi ve vesnici Široké Třebčice, uprostřed bývalého židovského ghetta na parcele parc. č. 313. Postavena byla v roce 1848 v místech starší synagogy. K bohoslužebným účelům byla využívána zhruba do roku 1929. V roce 1935 byla zbořena horní část budovy, včetně střechy a stropu. Zůstaly pouze obvodové zdi, přičemž vchody v západním průčelí byly zazděny. Vnitřní části budovy jsou využívány jako dvorek.